# Killpop
Killpop — песня американской ню-метал группы Slipknot с пятого студийного альбома .5: The Gray Chapter. Она была выпущена как цифровой промосингл 16 октября 2014 на сайте группы.

## Описание
Кори Тейлор прокомментировал песню так: "Вы знаете, что забавно, в течение последних нескольких недель, я действительно получил интерпретацию каждого о том, что эта песня для них значит. Довольно интересно услышать мнение людей о том, о чем я пою. И я буду честен с вами, песня – отражение моих отношений с музыкой, и не просто с музыкой, а с музыкальной индустрией в целом.
Будьте осторожны с тем, что вы любите, потому что иногда, это может напасть на вас. И вы знаете, в любое время ты смешиваешь то, что любишь с бизнесом. Так что, эта песня о том, как я сильно по-прежнему люблю музыку и о том, насколько я ненавижу деловую сторону, сторону чисел, людей в костюмах… Это расстраивает иногда, но что есть, то есть. И к счастью мы сделали великолепную песню."

## Публикация
Песня была загружена на их официальный канал в YouTube 16 октября 2014 за день до выхода альбома в Японии.

## Видеоклип
Кори Тейлор заявил что группа, возможно, выпустит «Killpop» как полноценный сингл, и снимет на него видеоклип. С конца мая до начала июня группа публиковала скриншоты из клипа, поочередно выкладывая снимки участников группы. Клип вышел 8 июня в 18:00 по мск. В клипе представлены две девушки, которые были дружны и дорожили друг другом. Они одеты в чёрную облегающую одежду, их лица покрашены в чёрно-белый цвет. Участники группы показаны сначала в одиночку, затем показана вся группа, которая играет песню. Одна из девушек по сюжету клипа умирает, а другая оплакивает её.

## Критика
Loudwire заявили: «Сегодня (16 октября) мы услышали „Killpop“, который, возможно, является одним из самых удачных треков с нового альбома Slipknot. Ударные партии нового ударника в стиле Death Metal ошеломляют». Metal Injection также подчеркнули: «Сегодня, группа выпустила „Killpop“ и это, безусловно, один из выдающихся треков на альбоме».

## Участники записи
- (#0) Сид Уилсон — Диджей
- (#3) Крис Фен — Перкуссия, Бэк-вокал
- (#4) Джим Рут — Гитара
- (#5) Крэйг «133» Джонс — Семплинг
- (#6) Шон «Клоун» Крэхан — Перкуссия, Бэк-вокал
- (#7) Мик Томсон — Гитара
- (#8) Кори Тейлор — Вокал
- Джей Вайнберг — Ударные
- Алессандро Вентурелла —  Бас-гитара